# Robert Walsh

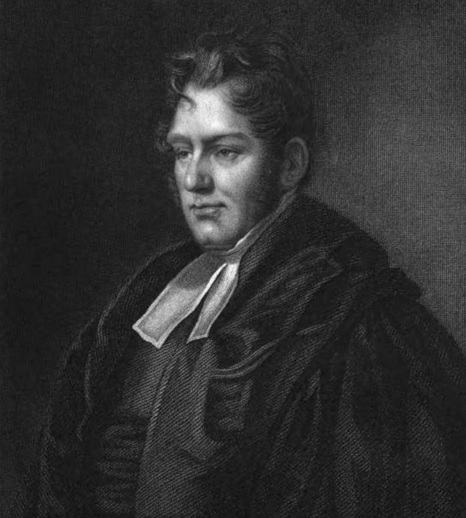
Robert Walsh, Lithographie von J. Thompson (1836)

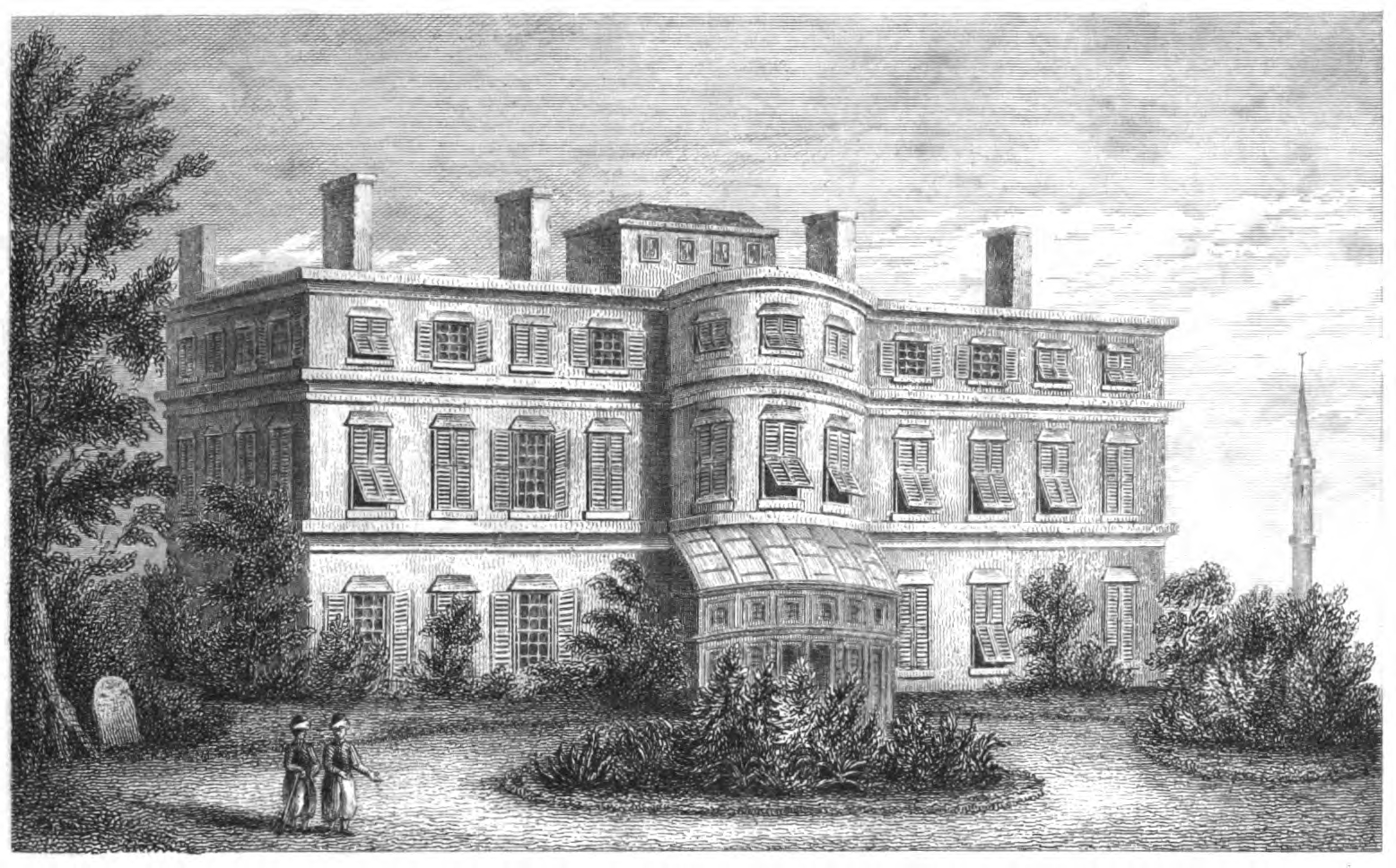
Britische Botschaft in Konstantinopel, erbaut für Lord Elgin 1801 (aus Walshs A Residence at Constantinople, 1836)

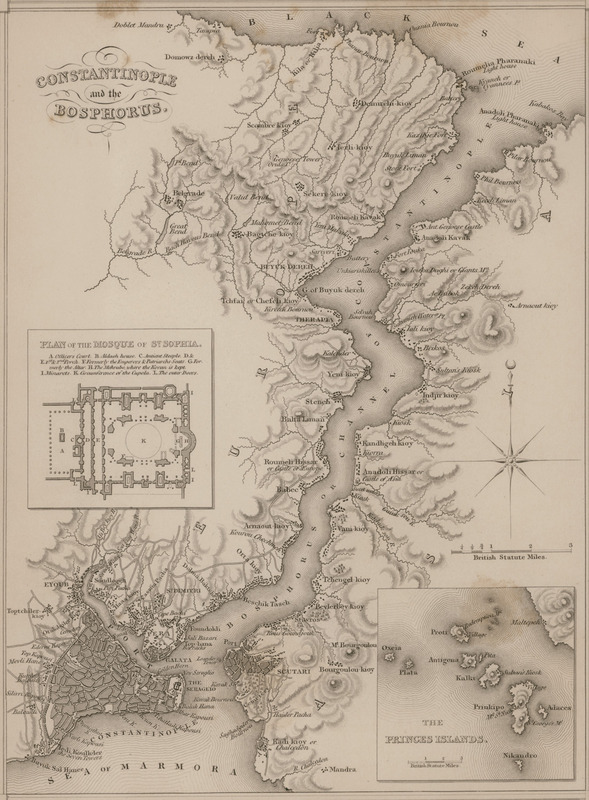
Konstantinopel und der Bosporus (Walsh & Allom, 1839)

Robert Walsh (* 1772 in Waterford; † 30. Juni 1852 in Kilbride, County Wicklow) war ein irisch-britischer Kleriker und Schriftsteller.

## Leben und Werk
Walsh studierte am Trinity College in Dublin ab November 1789, wo er mit dem irischen Nationalisten Robert Emmet und dem Dichter Thomas Moore bekannt wurde. Er schloss sein Studium im Jahr 1796 mit einem B.A. ab. Die letzten Jahre des 18. Jahrhunderts waren in Irland überschattet von wiederholten Aufständen gegen die Herrschaft Großbritanniens über Irland, insbesondere in den Jahren 1796 bis 1798; der folgende Act of Union (1800) vereinigte dann sogar die beiden Königreiche Irland und Großbritannien und schaffte das irische Parlament ab. Über Walsh Haltung in dieser Zeit ist aber nichts Näheres bekannt.
Nachdem Walsh zu einem Kleriker der anglikanischen Church of Ireland ordiniert worden war, wirkte er von 1806 bis 1820 als stellvertretender Pfarrer in Finglas (County Dublin), heute ein Stadtteil von Dublin. In dieser Zeit heiratete er auch Anne, die Tochter von John Bayly. Zusammen mit John Warburton und Rev. James Whitelaw (1749–1813) verfasste er eine Stadtgeschichte von Dublin in zwei Bänden, die allerdings erst 1818 – nach dem Tod beider Mitautoren! – veröffentlicht wurde. Während seiner Jahre in Finglas war Walsh auch als Lokalarchäologe tätig und machte mehrere wichtige Entdeckungen; nicht zu vergessen auch, dass er 1828 einen vielbeachteten Traktat über antike Münzen und Medaillons veröffentlichte.
Sein Leben nahm eine neue Wendung, als er 1820 zum Kaplan der britischen Botschaft zuerst in St. Petersburg, dann in Konstantinopel ernannt wurde. Seine Eignung für diese Stellung hatte er vielleicht seiner schon 1825 erschienenen Schrift An Account of the Levant Company zu verdanken, die er dem Präsidenten der Levant Company, Lord Grenville, gewidmet hatte; vielleicht mag auch seine Bekanntschaft mit Grenville für seine Berufung verantwortlich gewesen sein. Walsh hielt sich dann mehrere Jahre in der Türkei auf und kehrte erst 1827 nach England zurück. Über seine Rückreise verfasste er eine detaillierte Schilderung, die bald nach Erscheinen starke Beachtung fand und in mehrere Sprachen, darunter auch ins Deutsche, übersetzt wurde. Dieser Bericht über Walshs Reise durch die Europäische Türkei (das heutige Bulgarien) wurde in der Folgezeit zu einem der am meisten benutzten Bücher für alle, die aktuelle Informationen über die östlichen Regionen der Balkanhalbinsel suchten. Dass Walshs Reisebericht just in dem Jahr (1828) erschien, als der zweite Russisch-Osmanische Krieg des 19. Jahrhunderts ausbrach, machte sein Buch über Nacht zu einem viel nachgefragten Standardwerk, weil Walsh genau die Gegenden durchquert und beschrieben hatte, die nun vom Krieg heimgesucht wurden. Walshs Reisebericht ist allerdings aus einer offen türken- und islamfeindlichen Perspektive geschrieben, die seinen Schilderungen eine sehr subjektive Prägung gibt.
Noch im Jahr 1828 wurde er zum neuen Kaplan der britischen Botschaft in Rio de Janeiro ernannt. Er verbrachte fast ein Jahr in Brasilien, wobei er sich besonders für die Lebens- und Arbeitsbedingungen der Sklaven interessierte. Daraus ging sein Buch Notices of Brazil in 1828 and 1829 hervor, worin Walsh für die Abschaffung des Sklavenhandels plädierte. Seine Anstrengungen waren allerdings nicht von sofortigem Erfolg gekrönt, und es dauerte bis zum Jahr 1850, bis die Einfuhr von Sklaven nach Brasilien verboten wurde; die Institution der Sklaverei als solche wurde erst im Jahr 1888 abgeschafft. Walsh verließ Brasilien im Mai 1829 und erreichte England in Portsmouth am 30. Juni.
Walsh erwarb im Folgenden einen Abschluss in Medizin und arbeitete für kurze Zeit als Arzt. Die Jahre von 1831 bis 1835 verbrachte er erneut in Konstantinopel, in der nämlichen Funktion als Kaplan. Aus diesem zweiten Aufenthalt gingen (nach seiner Rückkehr aus der Türkei) die jeweils zweibändigen Bücher A Residence at Constantinople (1836) und Constantinople and the Scenery of the Seven Churches of Asia Minor Illustrated (1839). Letztere beiden Bildbände versammeln zahlreiche, von dem britischen Architekten und Landschaftsmaler Thomas Allom (1804–1872) geschaffene Lithographien (siehe unten: Galerie), die jeweils von einem Text Walshs begleitet und erläutert werden. Viele dieser Abbildungen wurden sehr populär und sowohl in anderen Werken reproduziert als auch als Einzeldrucke verkauft.
Im Jahr 1835 kehrte Walsh nach Irland zurück. Seinen Wohnsitz in Finglas tauschte er 1839 mit einer neuen Anstellung in Kilbride, wo er bis zu seinem Tod lebte.

## Galerie

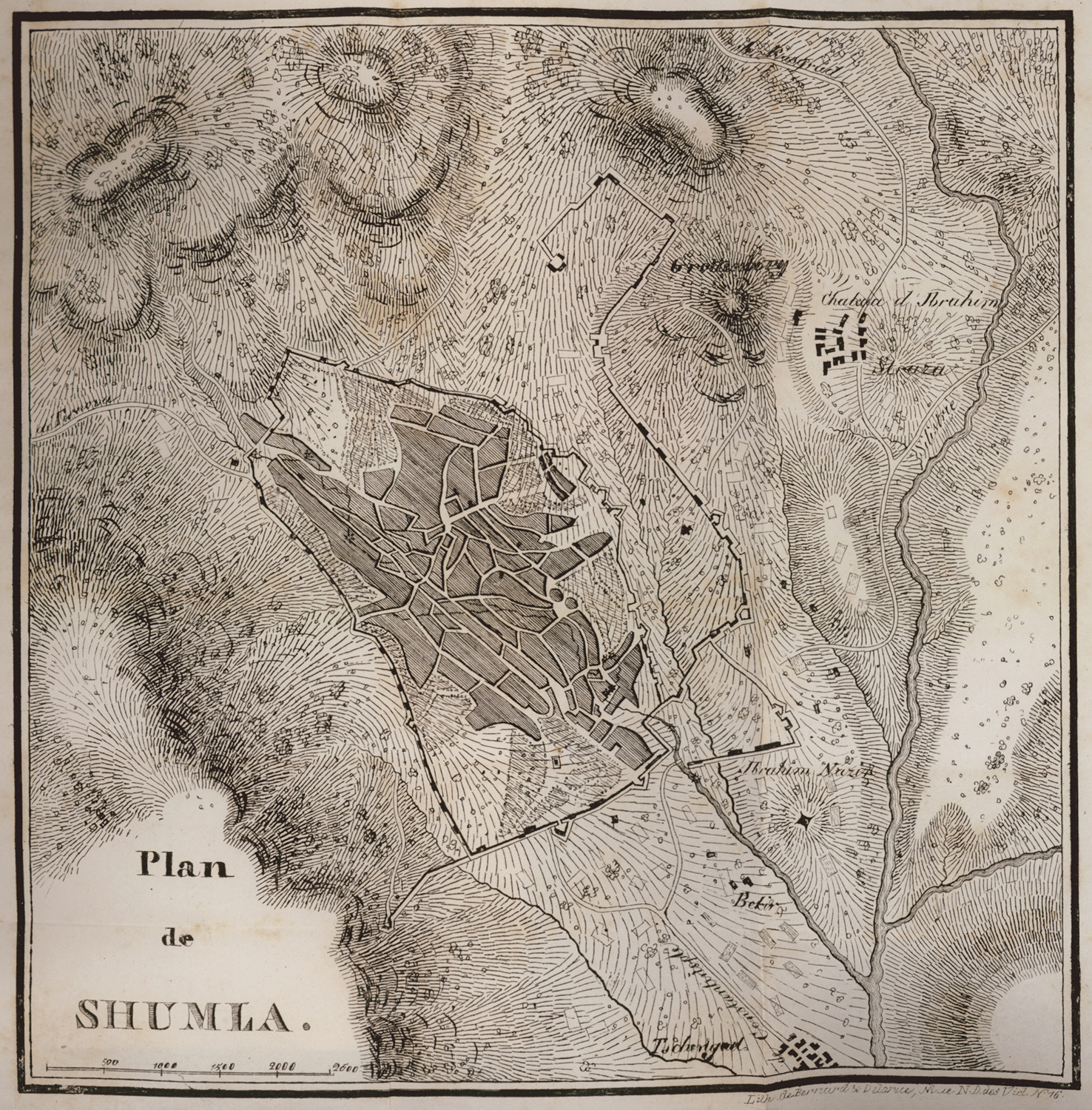
Plan von „Shumla“ (= Schumen, h. Bulgarien) (1828)
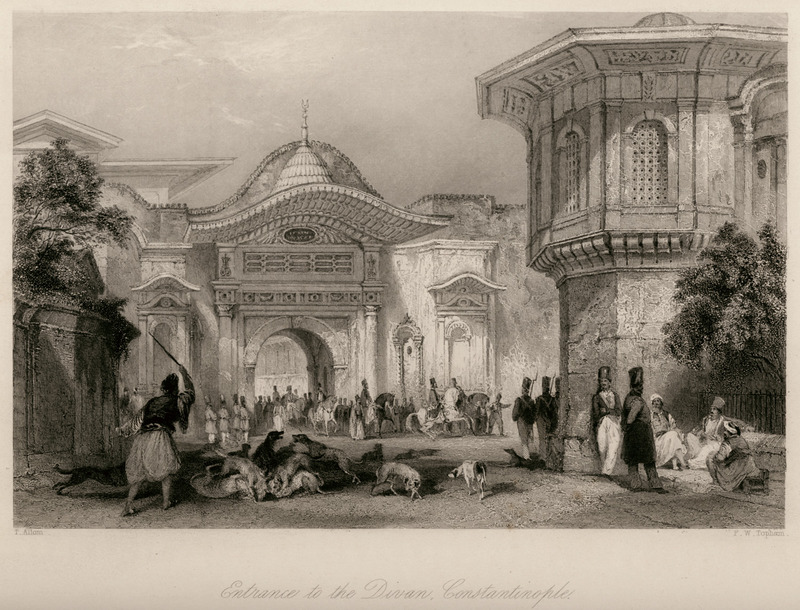
Eingang zum Diwan, Konstantinopel (T. Allom)
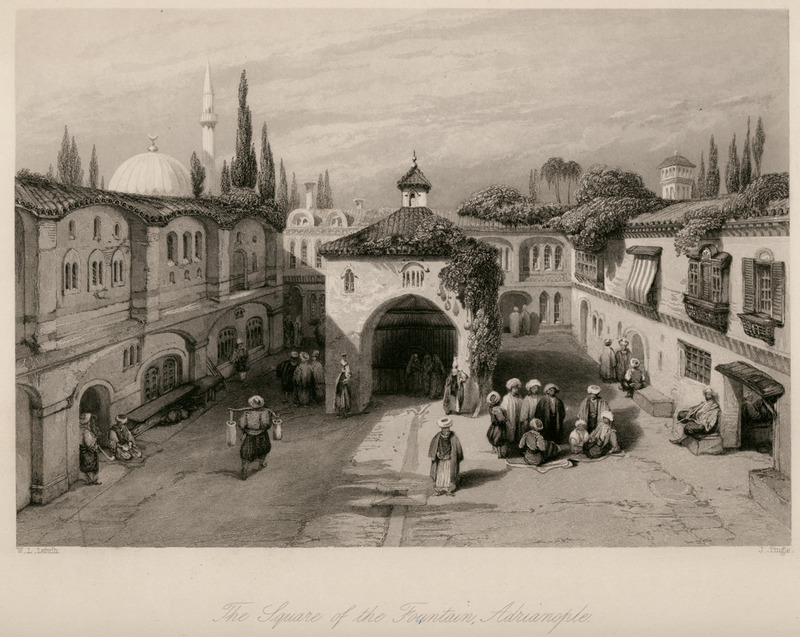
Der Brunnenplatz in Edirne (T. Allom)
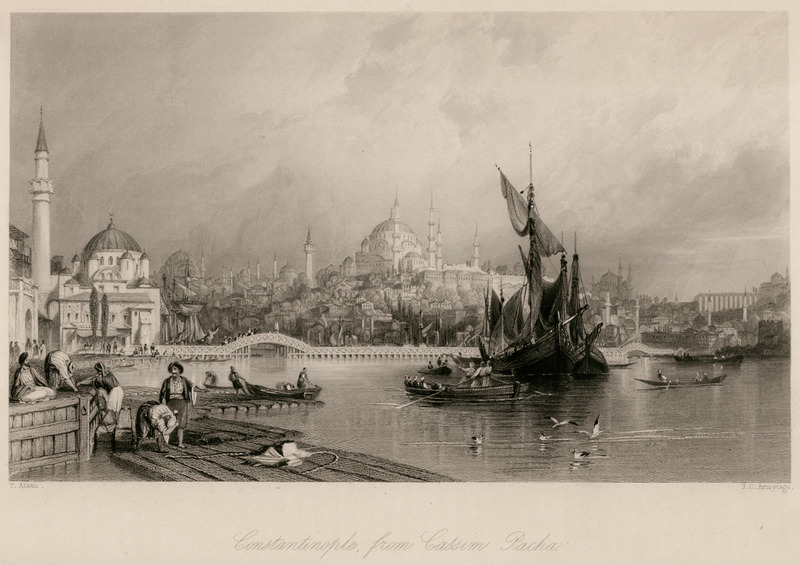
Ansicht von Konstantinopel (T. Allom)
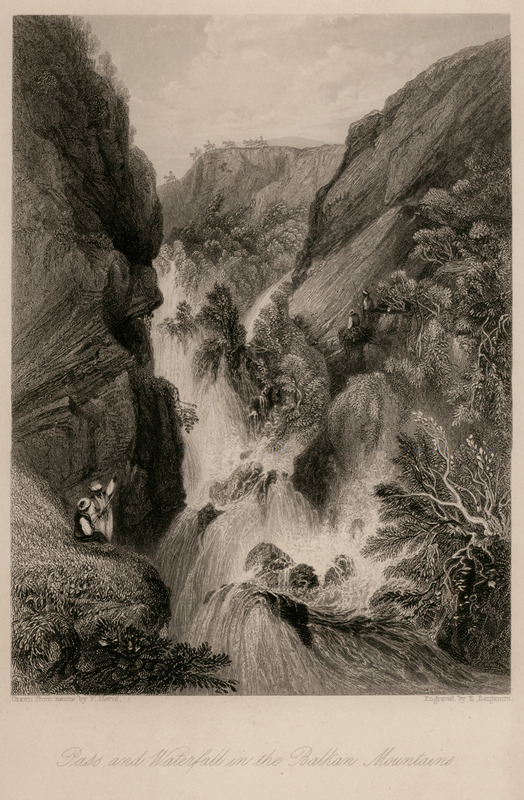
Schlucht und Wasserfall im Balkangebirge (T. Allom)

## Schriften
- 1818 (zusammen mit J. Warburton & J. Whitelaw): History of the City of Dublin, from the Earliest Accounts to the Present Time; Containing its Annals, Antiquities, Ecclesiastical History, and Charters; its Present Extent, Public Buildings, Schools, Institutions, &c. To which are Added, Biographical Notices of Eminent Men, and Copious Appendices of its Population, Revenue, Commerce, and Literature. 2 Bände. London: T. Cadell and W. Davies (Google: Band I – Band II)
- 1825 (anonym): An Account of the Levant Company; with Some Notices of the Benefits Conferred upon Society by its Officers, in Promoting the Cause of Humanity, Literature, and the Fine Arts; &c. &c. London: J. and A. Arch; Hatchard and Son (Google)
- 1828: Narrative of a Journey from Constantinople to England. London: Frederick Westley and A.H. Davis (Google ≈ archive)
  - Zweite Ausgabe 1828: Narrative of a Journey from Constantinople to England. Second Edition. London: Frederick Westley and A.H. Davis (Google)
  - Amerikanische Ausgabe 1828: Narrative of a Journey from Constantinople to England. Philadelphia: Carey, Lea & Carey (Google)
  - Deutsche Ausgabe 1828: Reise von Konstantinopel durch Rumelien, das Balkangebirge, Bulgarien, die Walachei, Siebenbürgen und Ungarn. Ein Beitrag zur neuesten Kunde des türkischen Reiches. Aus dem Englischen übersetzt von Wilhelm Adolf Lindau. 2 Teile. Dresden – Leipzig: Arnoldische Buchhandlung (Google: Teil I – Teil II)
  - Französische Ausgabe 1828: Voyage en Turquie et à Constantinople, par R. Walsh, attaché a l'ambassade de Lord Strangford; Traduit de l'anglais par H. Vilman et E. Hives. Paris: Moutardier (Google ≈ archive)
  - Niederländische Ausgabe 1829: Reis van Konstantinopel, door Turkije, Walachje, Transilvanie en Hongarije, naar Duitschland. Uit het Engelsch vertaald. Met kaarten en platen. Amsterdam: G.J.A. Beijerinck (Google)
- 1828: An Essay on Ancient Coins, Medals, and Gems, as Illustrating the Progress of Christianity in the Early Ages. Second Edition Greatly Enlarged. London: Howell and Stewart (Google ≈ archive)
- 1830: Notices of Brazil in 1828 and 1829. 2 Bände. London: Frederick Westley and A.H. Davis (Google: Band I – Band II)
  - Amerikanische Ausgabe 1831: Boston: Richardson, Lord & Holbrook (Google: Band I – Band II)
- 1836: A Residence at Constantinople, during a Period Including the Commencement, Progress, and Termination of the Greek and Turkish Revolutions. 2 Bände. London: Frederick Westley and A.H. Davis (Google: Band I – Band II)
- 1839[3] (zusammen mit Thomas Allom): Constantinople and the Scenery of the Seven Churches of Asia Minor Illustrated. In a Series of Drawings from Nature by Thomas Allom. With an Historical Account of Constantinople, and Descriptions of the Plates, by the Rev. Robert Walsh. 2 Bände. London: Fisher, Son, & Co. (Google: Band I – Band II) (archive Farbscan: Band I – Band II)